# Provincie 11 spišských měst
Provincie 11 spišských měst byl samosprávný celek spišských měst v letech 1412-1465.
Vznikl v důsledku spišské zástavy a rozpadu Provincie 24 spišských měst na spolek 11 spišských měst. Do provincie patřily Spišský Štvrtok, Iliašovce, Žakovce, Hrabušice, Kurimany, Mlynica, Veľký Slavkov, Odorín, Harichovce, Bystrany a Vlkovce.
Jeho samosprávné postavení bylo takové, jaké mělo v Provincii 24 spišských měst, volil si vlastního hraběte i ostatní správní instituce a měl vlastní erb a pečeť.
Provincie zanikla v roce 1465, kdy se všechna jeho města dostala do poddanské závislosti na Spišském hradu.